# Hamilton Hume
Pour les articles homonymes, voir Hume.
Hamilton Hume (19 juin 1797-19 avril 1873) est un explorateur australien.

## Biographie
Né à Seven Hills, près de Parramatta, camp de pionnier, aujourd'hui faubourg de Sydney, il est le fils d'un fonctionnaire de la justice. 
Il commence adolescent à explorer avec son frère et un jeune Aborigène (1814) et, en 1818, participe à la découverte du lac Bathurst avec Charles Throsby et James Meehan. Membre de l'expédition qui trouve Jervis Bay, il explore en 1822 le sud de la Nouvelle-Galles du Sud et travaille au percement du canal entre la Shoalhaven River et la Crookhaven River. 
En 1824-1825 avec William Hovell, il découvre la route entre Sydney et la baie de Port Phillip, dans laquelle se trouve Melbourne.  Une polémique opposera les deux hommes à ce sujet en 1853.
En 1828, il voyage avec Charles Sturt dans l'ouest de la Nouvelle-Galles du Sud, où ils découvrent le Darling, le plus long affluent de la Murray River.
Arrêtant l'exploration, il devient ensuite propriétaire terrien et magistrat à Yass (Nouvelle-Galles du Sud) où il finit sa vie.

## Hommages
- La principale autoroute qui relie Sydney à Melbourne porte son nom.
- Le portrait de Hume et Hovell a été imprimé sur le billet d'une livre australienne de 1953 à 1966.
- Un lac et son barrage portent aussi son nom.